# Bosc Comunal de Serdinyà
El Bosc Comunal de Serdinyà és un bosc públic del terme comunal de Serdinyà, a la comarca del Conflent, de la Catalunya del Nord.
És un bosc de 0,95 km², situat a l'extrem nord-oest del terme de Serdinyà, a llevant del Bosc Comunal de Jújols i immediatament al costat nord del Bosc Comunal del Coronat, al sud i sud-est de la Tartera. És a Roca Fumada, on hi ha el refugi d'aquest nom. En el seu extrem oriental es troba el Roc de la Segalissa. El bosc està de diversos llocs alterats per pedreres de força extensió.
El bosc està sotmès a una explotació gestionada per la comuna de Serdinyà, atès que es bosc és propietat comunal. Té el codi F16244T dins de l'ONF (Office national des forêts).